# Чжэцзяноптер
Чжэцзяноптер (лат. Zhejiangopterus) — род птерозавров из семейства аждархид, включающий единственный вид Zhejiangopterus linhaiensis. Жили на территории современного Китая во времена позднемеловой эпохи (83,5—70,6 млн лет назад).

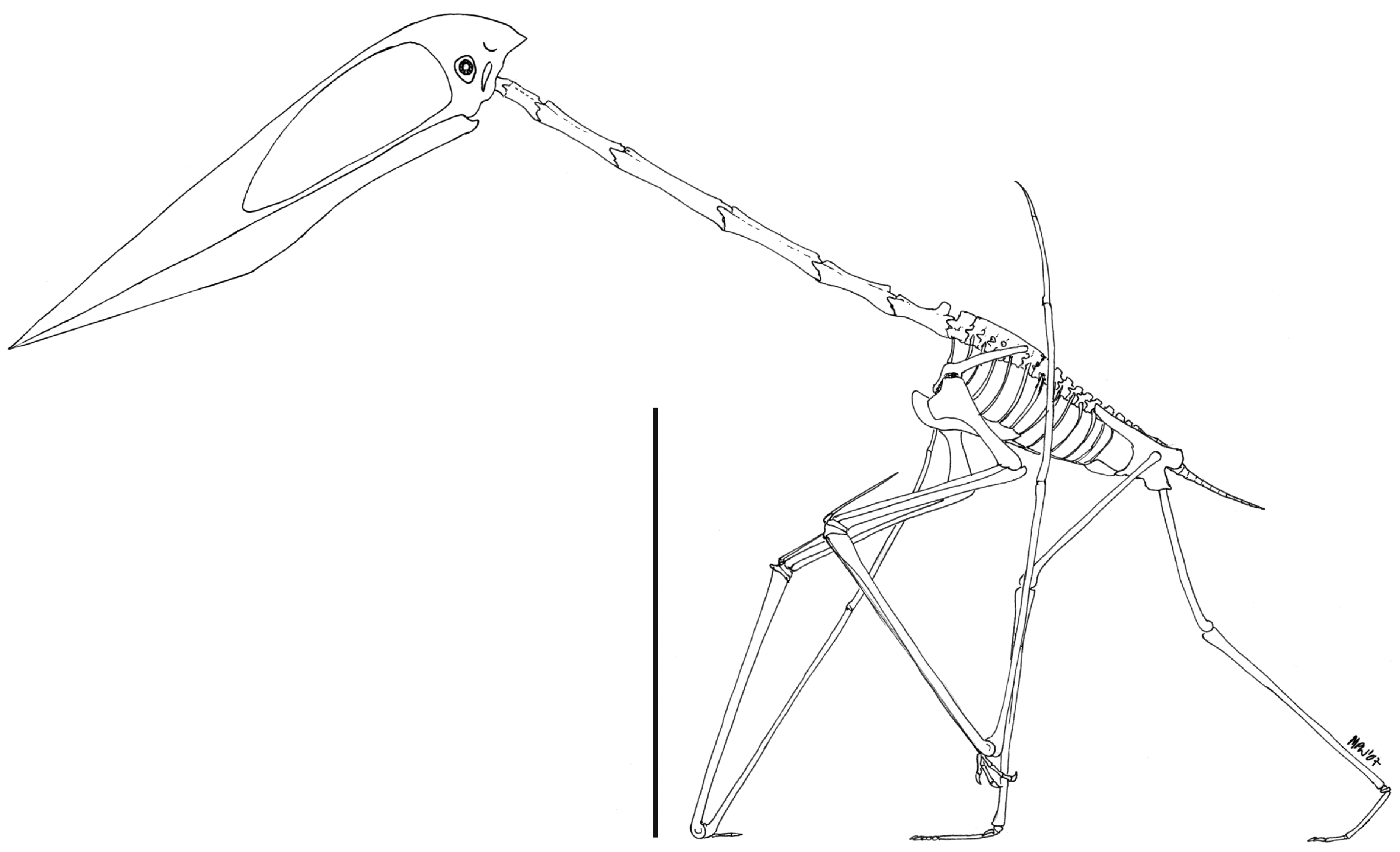
Реконструкция скелета чжэцзяноптера. Вертикальная черта равна 500 мм

## История открытия
Род был назван в 1994 году китайскими палеонтологами Cai Zhengquan и Wei Feng. Родовое название дано в честь китайской провинции Чжэцзян с добавлением латинизированного греческого слова πτερόν — «крыло». Видовое название единственного вида linhaiensis — отсылка к городу Линьхай.
В 1986 году молодой рабочий известнякового карьера по имени Xu Chengfa обнаружил большое ископаемое вблизи села Aolicun. В письме рабочий сообщил о находке директору Чжэцзянского музея естественной истории в Ханчжоу, который понял, что речь идёт об останках неизвестного птерозавра. Поэтому он выслал команду исследователей для изучения останков. Палеонтологи обезопасили находку и предупредили местных жителей, чтобы те сохраняли бдительность для дальнейших находок окаменелостей. Сам Xu нашёл ещё три образца, прежде чем погибнуть в результате несчастного случая в карьере в 1988 году. Другой рабочий нашёл полный череп.
В начале 1990-х годов в общей сложности шесть больших окаменелости были извлечены из формации Tangshang, которая датируется кампанским ярусом верхнемелового отдела (81,5 млн лет). Среди этих окаменелостей был голотип ZMNH M1330 — отпечаток черепа подростковой особи. Упоминалось также о нескольких паратипах: ZMNH M1325 — скелет без черепа, ZMNH M1328 — почти полный скелет, и ZMNH M1329 — фрагментарный скелет.

## Описание
Чжэцзяноптер был умеренно большим птерозавром. Размах его крыльев был поначалу оценён в 5 метров. Более поздние оценки свелись к цифре в 3,5 метра, в то время как масса его тела была оценена экспертом по птерозаврам Марком Уиттоном в 7,9 килограмма на основе объёмного метода. Его череп был длинным, низким, идеально изогнутым. Киль или гребень, иногда наблюдаемый у похожих родов, отсутствовал. Носовая полость и большое отверстие, которые обычно присутствуют между носовым и глазничными отверстиями у архозавров, здесь были объединены в одно большое овальное отверстие, занимавшее почти половину длины черепа. Клюв длинный, тонкий, заострённый, лишённый зубов. Шейные позвонки удлинены. Первые шесть спинных позвонков слиты воедино. Сохранилось несколько пар гастралий («брюшных рёбер»). Бедренная кость чжэцзяноптера была в два раза меньше его плечевой кости. Крылья были короткими, но крепкими.
Изначально чжэцзяноптер был описан как представитель семейства Nyctosauridae, поскольку два хорошо описанных беззубых птерозавра, птеранодон и никтозавр, были по мнению первооткрывателей наиболее схожи с ним. Но в 1997 году британский палеонтолог Дэвид Анвин определил, что чжэцзяноптер был по происхождению тесно связан с американским птерозавром кетцалькоатлем а, следовательно, относился к семейству аждархид. Ни один другой вид семейства не имеет настолько полного скелетного материала.